# Kanton Samoëns
Kanton Samoëns (fr. Canton de Samoëns) je francouzský kanton v departementu Horní Savojsko v regionu Rhône-Alpes. Skládá se ze čtyř obcí.

## Obce kantonu
- Morillon
- Samoëns
- Sixt-Fer-à-Cheval
- Verchaix